# Windmotor Opende
De Windmotor Opende is een poldermolen nabij het Groninger dorp Opende in de gemeente Westerkwartier. De molen is een kleine Amerikaanse windmotor met een windrad van 18 bladen en een diameter van ca. 4 meter. Hij staat ongeveer anderhalve kilometer ten zuidoosten van het dorp op het terrein van de camping De Watermolen, aan de oever van een petgat met dezelfde naam. De windmotor is niet voor publiek geopend, maar kan tot op enkele meters worden benaderd.
De molen is begin 2009 verwijderd, en naar de molenmakerij overgebracht voor restauratie en later teruggeplaatst op zijn oorspronkelijke plek.